# Wendela Falck
Wendela Lovisa Ulrika Falck, född 6 augusti 1854 i Säter, död 10 april 1926 i Stockholm, var en svensk gymnastiklärare och porträttmålare. Wendela Falck var dotter till majoren Johan Gottfried Andersson och Märta Lovisa Falck. Hon var 1875–1882 elev vid Konstakademien och genomgick därefter Gymnastiska centralinstitutets lärarinnekurs 1883–1885. Wendela Falck var 1887–1896 lärarinna i gymnastik vid Wallinska skolan 1887–1896 och vid Anna Sandströms skola 1888–1901. Från 1896 var hon vikarierande och därefter 1899–1910 ordinarie gymnastiklärarinna vid Gymnastiska centralinstitutet.